# Homalophis doriae
Homalophis doriae es una especie de serpiente de la familia Homalopsidae.

## Distribución geográfica yhábitat
Es endémica de Borneo (Malasia Oriental).